# Hieronymiella argentina
Hieronymiella argentina là một loài thực vật có hoa trong họ Amaryllidaceae. Loài này được (Pax) Hunz. & S.C.Arroyo mô tả khoa học đầu tiên năm 1995.